# Alsószeli

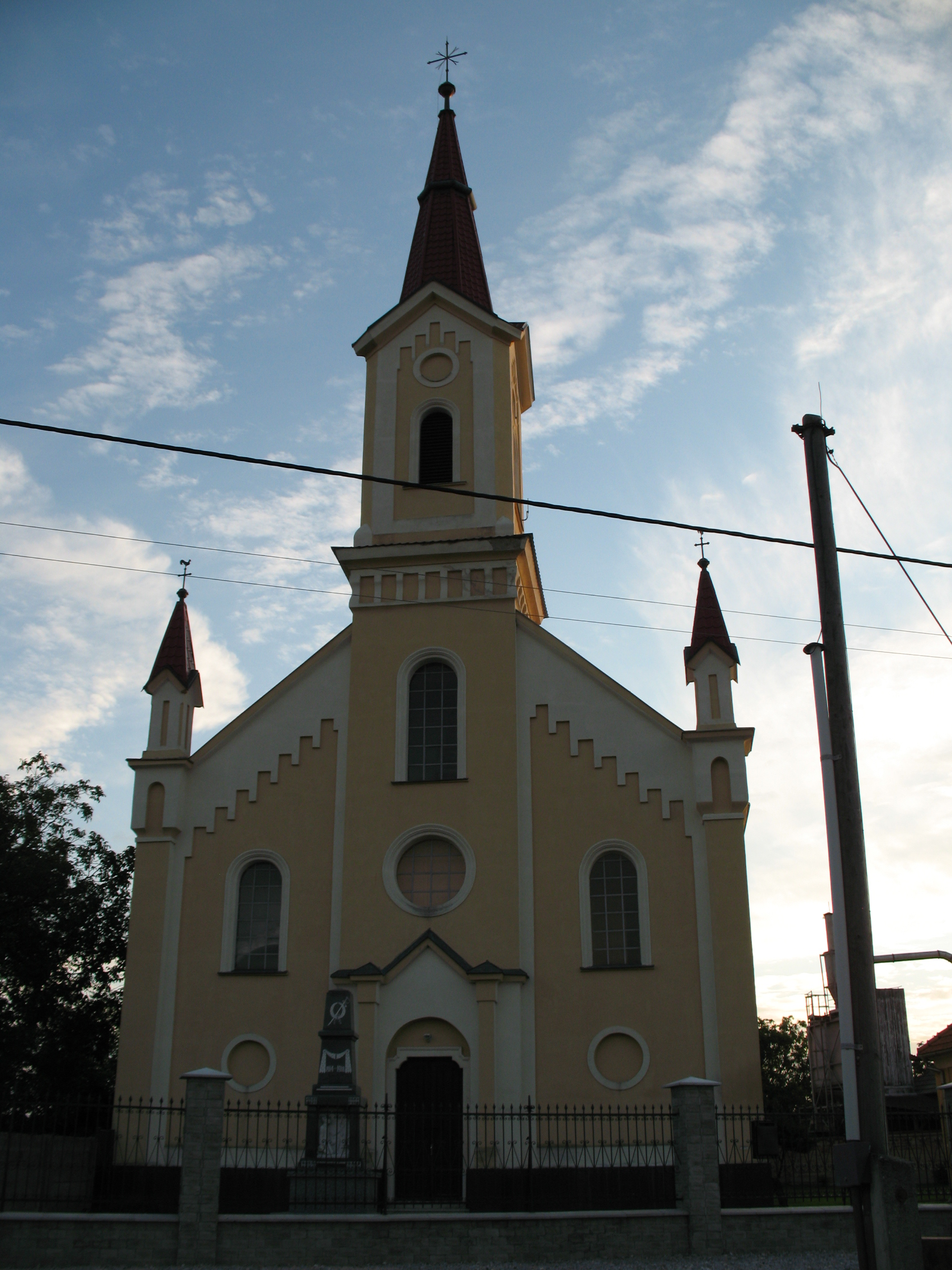
Evangélikus temploma

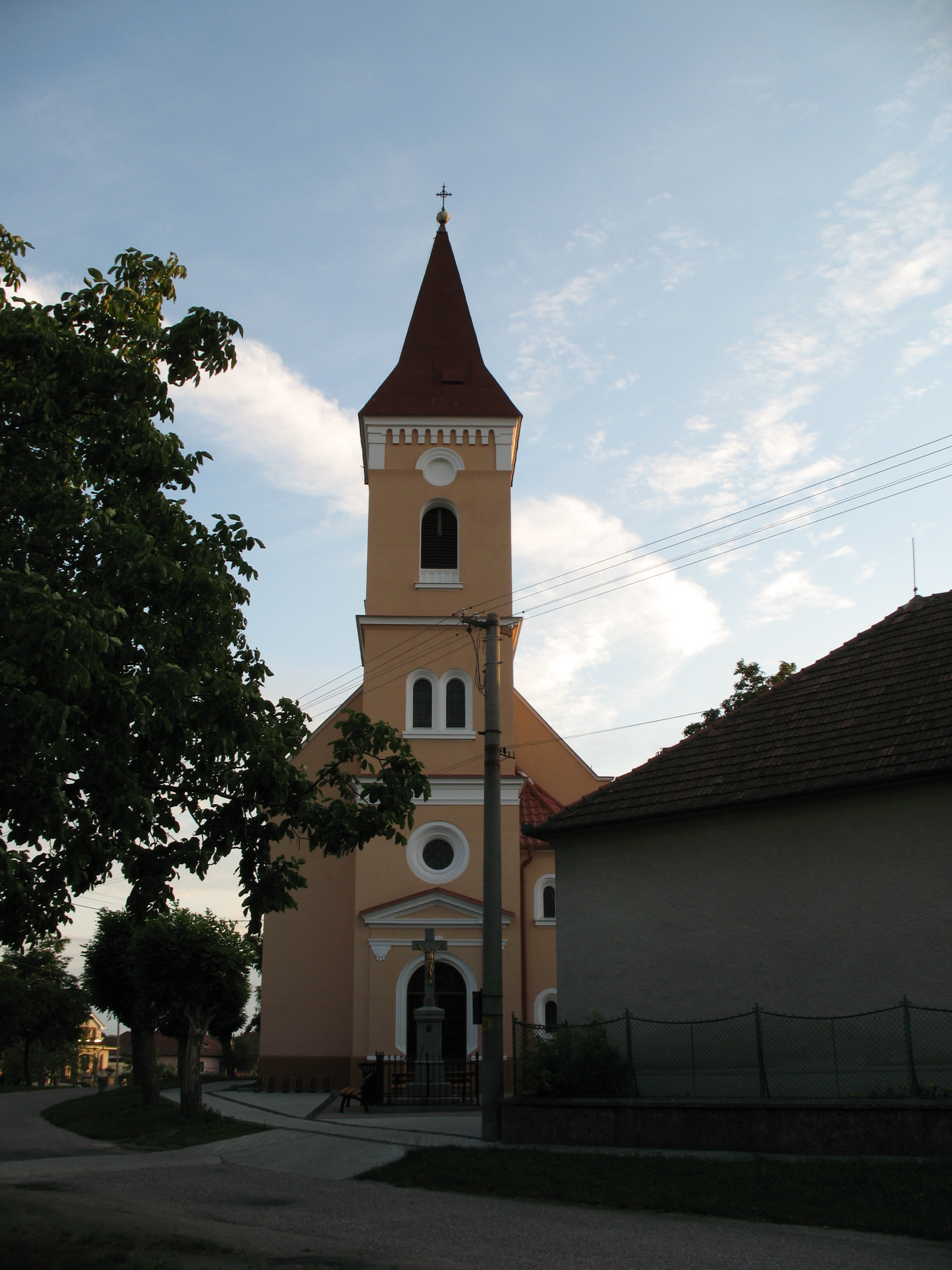
Római katolikus temploma

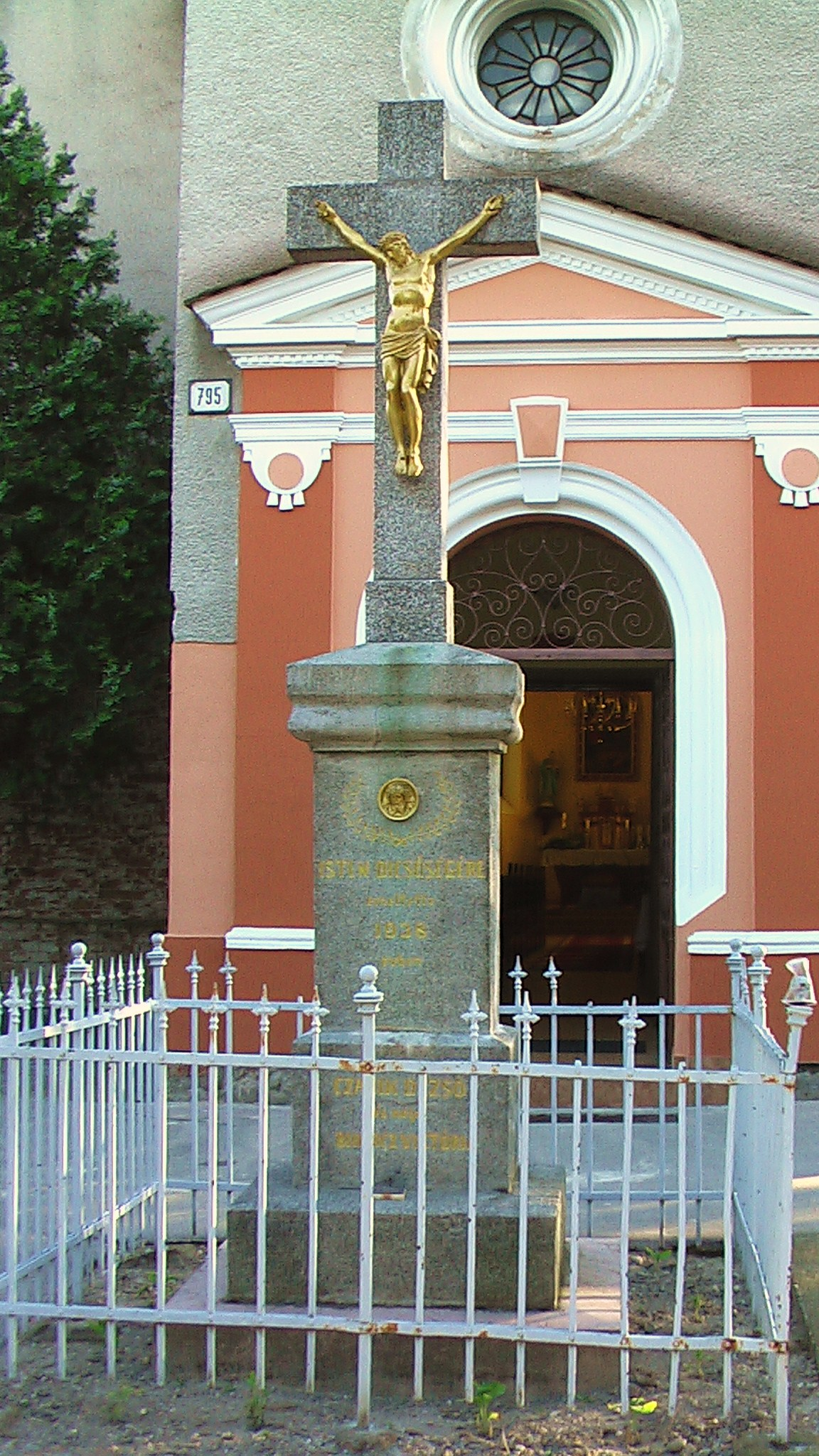
Feszület a katolikus templom bejáratánál

Alsószeli (szlovákul Dolné Saliby) község Szlovákiában, a Nagyszombati kerületben, a Galántai járásban.

## Fekvése
A mátyusföldi község a Kisalföldön, Galántától 10 km-re délre, a Dudvág partján fekszik.

## Története
1217-ben említik először Zeleként, ekkor vámot szedtek a Dudvág hídján és lakói halászattal foglalkoztak. IV. Béla 1246-ban a heiligenkreuzi apátságnak adományozta. I. Károly 1313-ban a Szécsényi Tamás lublói várnagynak adományozta. 1323-ban már Zely a falu neve. 1355-től Szécsényi Kónya csejtei várnagy birtoka. 1492-ben Alzelyként említik. A középkorban az egyik szomszéd faluját Berénynek nevezték, mely a gróf Cseszneky család birtoka volt. A falu birtokosai közé tartozik a Pálffy család is. Iskolájának legkorábbi említése 1834-ből származik.
Vályi András szerint "Alsó, és Felső Szelly. Két magyar falu Pozsony Várm. Alsónak földes Ura Gr. Pálfy; Felsőnek pedig Gr. Eszterházy Uraságok, Alsó a’ Felsőnek filiája; lakosaik katolikusok, és evangelikusok, fekszenek egymástól, ’s Deákitól is fél órányira; határjaik jól termők, réttyeik, legelőjik elegendők; fájok is van."
Fényes Elek szerint "Szeli (Alsó), magyar falu, Poson vmegyében, a Dudvágh mellett. Számlál 592 kath., 763 evang., 93 ref., 4 zsidó lak. Evang. anyaszentegyház, és ekklésia; nagy marha, és juh-tenyésztés. Ut. p. Poson 5 óra."
A trianoni békeszerződésig Pozsony vármegye Galántai járásához tartozott. 1960-ban határának déli része (melyet Királyrév határa korábban is elvágott Alsószelitől) önálló községgé alakult Alsóhatár néven.

## Népessége
| Év:            | 1994. | 2004.   | 2014.   | 2024.   |
| -------------- | ----- | ------- | ------- | ------- |
| Emberek száma: | 1912  | 1957    | 1954    | 2024    |
| Eltérés:       |       | +2,35 % | -0,15 % | +3,58 % |

| Év:            | 2023. | 2024.   |
| -------------- | ----- | ------- |
| Emberek száma: | 2036  | 2024    |
| Eltérés:       |       | -0,58 % |

1880-ban 2036 lakosából 1932 magyar és 27 szlovák anyanyelvű volt.
1890-ben 2247 lakosából 2206 magyar és 26 szlovák anyanyelvű volt.
1900-ban 2226 lakosából 2220 magyar és 4 szlovák anyanyelvű volt.
1910-ben 2148 lakosából 2128 magyar, 12 szlovák és 8 német anyanyelvű volt. Ebből 1407 evangélikus, 668 római katolikus, 55 izraelita és 18 református vallású volt.
1921-ben 2349 lakosából 2335 magyar, 12 csehszlovák és 2 állampolgárság nélküli volt. Ebből 1582 evangélikus, 717 római katolikus, 30 izraelita, 15 református és 5 egyéb vallású volt.
1930-ban 2453 lakosából 2370 magyar és 48 csehszlovák volt.
1941-ben 2359 lakosából 2344 magyar és 3 szlovák volt.
1970-ben 2188 lakosából 1613 magyar és 569 szlovák volt.
1980-ban 2006 lakosából 1523 magyar és 473 szlovák volt.
1991-ben 1847 lakosából 1429 magyar és 408 szlovák volt.
2001-ben 1922 lakosából 1500 magyar és 414 szlovák volt.
2011-ben 1933 lakosából 1383 magyar, 530 szlovák, 5 cseh, 3-3 ukrán és német, 1-1 lengyel és szerb volt. Ebből 1441 magyar, 464 szlovák és 7 cigány anyanyelvű. Vallási tekintetben 828 római katolikus, 578 nem vallásos, 376 evangélikus, 32 református, 14 metodista és 80 ismeretlen vallású.
2021-ben 2020 lakosából 1350 (+46) magyar, 615 (+39) szlovák, 2 (+1) cigány, 32 (+2) egyéb és 21 ismeretlen nemzetiségű volt.
| Alsószeli lakosságának nemzetiségi megoszlása | Alsószeli lakosságának nemzetiségi megoszlása | Alsószeli lakosságának nemzetiségi megoszlása |
| --------------------------------------------- | --------------------------------------------- | --------------------------------------------- |
| szlovák                                       |                                               | 12 fő (1%)                                    |
| magyar                                        |                                               | 2128 fő (99%)                                 |
| német                                         |                                               | 8 fő (0%)                                     |
| *1910. évi népszámlálási adatok               |                                               |                                               |

| Alsószeli lakosságának nemzetiségi megoszlása | Alsószeli lakosságának nemzetiségi megoszlása | Alsószeli lakosságának nemzetiségi megoszlása |
| --------------------------------------------- | --------------------------------------------- | --------------------------------------------- |
| szlovák                                       |                                               | 414 fő (22%)                                  |
| magyar                                        |                                               | 1500 fő (78%)                                 |
| egyéb                                         |                                               | 7 fő (0%)                                     |
| *2001. évi népszámlálási adatok               |                                               |                                               |

| Alsószeli lakosságának nemzetiségi megoszlása | Alsószeli lakosságának nemzetiségi megoszlása | Alsószeli lakosságának nemzetiségi megoszlása |
| --------------------------------------------- | --------------------------------------------- | --------------------------------------------- |
| szlovák                                       |                                               | 530 fő (27%)                                  |
| magyar                                        |                                               | 1383 fő (72%)                                 |
| egyéb                                         |                                               | 20 fő (1%)                                    |
| *2011. évi népszámlálási adatok               |                                               |                                               |

## Nevezetességei
- A Szent Vendel-szobrot 1812-ben állították.
- Evangélikus templomát 1874 és 1878 között építették neoklasszicista stílusban, Szeszler Mór építész tervei alapján. Belső tere oldalsó karzattal tagolt. Krisztus az Olajfák hegyén című oltárképe Fleischmann György alkotása 1878-ból. Vörös almási márványból készült keresztelőkútja és a Saskó Márton által készített orgona szintén 1878-ból származnak.[7]
- Szecessziós római katolikus temploma 1875-ben épült. A templomban találhatóak Keresztelő Szent János, Szeplőtelen Szűz Mária és a Szent Család képek a 19. század második feléből származnak.
- Rázgha József honvédszázados sírja
- Gőzmalom
- Az evangélikus templom kertjében áll az első világháború helybéli hősi halottainak emlékműve, amit Ferencz János losonci szobrász alkotott. Központi motívuma egy térdeplő honvéd, egyik kezében zászlóval, másikban eltört karddal.
- Az Országzászlós emlékművet (Millenniumi emlékmű) a Magyarországhoz való visszacsatolás emlékére emelték.
- Kandia halastó

## Neves személyek
- Itt született 1845. október 3-án Petrik Géza bibliográfus.
- Itt született 1889. október 14-én Kienitz Vilmos gépészmérnök, feltaláló.
- Itt született 1939. május 31-én és élt Haraszti Mészáros Erzsébet újságíró, szerkesztő, lapkiadó- és lapalapító.
- Itt született 1941. február 17-én Pukkai László tanár, helytörténész, publicista és a Szlovákiai Magyar Pedagógusok Szövetségének első elnöke.
- Itt született 1942. március 31-én Balogh Csaba zenetanár, karnagy, tankönyvíró, iskolaigazgató.[8]
- Itt született 1952. november 17-én Neszméri Sándor újságíró.
- Itt született 1959. december 8-án Haraszti Mária író, költő, műfordító, előadóművész, könyv- és lemezkiadó, producer.
- Itt tanított Boross Béla író, költő, kántortanító, lapszerkesztő, általános iskolai igazgató.
- Itt élt több mint egy évtizedig Szarka László történész, egyetemi docens, a Magyar Tudományos Akadémia Kisebbségkutató Intézetének igazgatója.
- Itt él Berényi József tanár, volt külügyi államtitkár, parlamenti képviselő és a Magyar Közösség Pártja egykori elnöke.

## Kulturális szervezetek és események
- Csemadok
- Alsószeli Magyar Dalkör – 1970-től Szabados László a vezetője és szakmai tanácsadója. A Bíborpiros Szép Róza verseny országos döntőjén nívódíjat kaptak 2009-ben.
- Bendő zenekar – 1993-ban alakult, a felsőszeli Mátyus tánccsoport kísérőzenekaraként.
- Varsás táncegyüttes – 2003-ban alakult a helyi Csemadok alapszervezet mellett.
- Az Alsószeli Jurtanapok Kulturális Fesztivál és Nyári Szabadegyetem egy háromnapos rendezvénysorozat, amelyet 2005 óta rendeznek meg. Programját történelmi előadások, honfoglaláskori harcművészeti- és lovasíjász-bemutatók, népzenei együttesek, énekkarok, táncegyüttesek, könnyűzenei koncertek, a gyermekek részére kézműves foglalkozások, mesemondások, valamint vásári felvonulások jellemzik.

## Külső hivatkozások
- Alsószeli Ifjúsági Klub
- Alsószeli Zele Törzs
- Travelatlas.sk Archiválva 2007. március 2-i dátummal a Wayback Machine-ben.
- Alsószeli Szlovákia térképén